# مارك شاند
مارك شاند (بالإنجليزية: Mark Shand)‏ كاتب بريطاني (28 يونيو 1951 – 23 أبريل 2014) هو شقيق  الملكة كاميلا زوجة تشارلز الثالث، ملك بريطانيا.

## روابط خارجية
- مارك شاند على موقع IMDb (الإنجليزية)